# Hobart International Airport

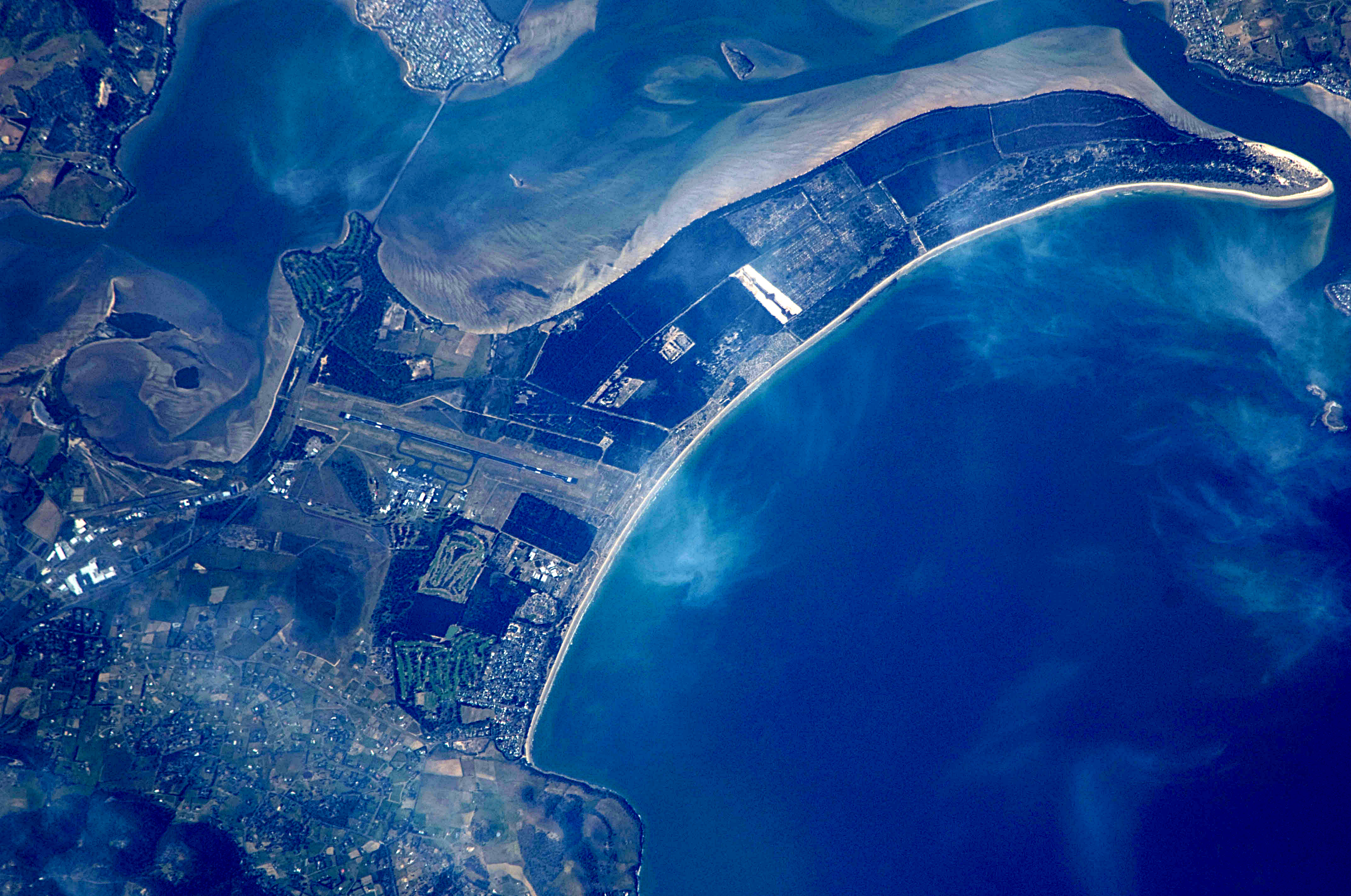
luchtopname van Hobart International Airport. Links ervan is Cambridge Aerodrome te zien.

Hobart International Airport is een luchthaven in Cambridge (Tasmanië), ongeveer 17 km noordoostelijk van Hobart. Het is de voornaamste luchthaven op Tasmanië.
De luchthaven, met een landingsbaan, ligt aan de Frederick Henry Bay. Ze is verbonden met het centrum van Hobart door de Tasman Highway en de Tasman Bridge over de Derwent River.

## Eigenaar
De luchthaven was eigendom van de Australische federale overheid, maar ze is in 1998 voor 99 jaar verpacht aan Hobart International Airport Pty Ltd. Dit bedrijf was oorspronkelijk een dochter van het havenbedrijf Tasmanian Ports Corporation en dus was de regering van Tasmanië indirect de eigenaar van de luchthaven. In 2008 is Hobart International Airport Pty Ltd. evenwel verkocht aan de Tasmanian Gateway Consortium.
In 2019 kocht de Schiphol Group een belang van 35% in de luchthaven en is daarmee de tweede Australische luchthaven waarin Schiphol participeert, na Brisbane Airport. Schiphol deed een bod op een pakket aandelen van 70% samen met investeerder QIC. Voor de transactie had investeringsmaatschappij Macquarie 50,1% van de aandelen in Hobart International Airport. Die aandelen worden nu verkocht aan Schiphol en QIC en investeringsfonds Tasplan heeft een deel van zijn aandelenpakket verkocht, maar blijft met 30% de derde aandeelhouder.

## Geschiedenis
De huidige luchthaven ligt vlak bij Cambridge Aerodrome, een klein vliegveld dat het eerste vliegveld van Hobart was. Dat werd echter te klein voor moderne verkeersvliegtuigen en in 1948 kondigde de toenmalige premier van Australië Ben Chifley aan dat er een nieuwe luchthaven zou gebouwd worden in de buurt. Die heette aanvankelijk Llanherne Airport en opende in 1956. In het eerste volledige jaar verwerkte ze 120.086 passagiers.
De landingsbaan werd in 1964 verlengd om straalvliegtuigen te kunnen ontvangen, en in 1985 werd ze nogmaals verlengd om ze geschikt te maken voor zware vliegtuigen als de Boeing 747.
Er zijn twee terminals; een voor binnenlandse vluchten die in 1976 in gebruik werd genomen, en een internationale terminal uit 1986. Er zijn sedert het einde van de vluchten van Air New Zealand in 1998 geen regelmatige internationale vluchten meer op Hobart. De terminal wordt nu ook gebruikt voor binnenlandse vluchten en chartervluchten.

## Trafiek
De luchthaven kende tussen 1991 en 2010 een gemiddelde groei van 5,6% per jaar in het aantal passagiers: van 674.000 in 1991-92 tot 1.903.000 in 2010-2011. De komst van lagekostenmaatschappijen zorgde in 2003 en 2004 voor een sterke stijging van meer dan 20%.